# Archiwum Krajowe Aktów Grodzkich i Ziemskich we Lwowie
Archiwum Krajowe Aktów Grodzkich i Ziemskich we Lwowie (inna nazwa: Archiwum Bernardyńskie, od 1919 Archiwum Ziemskie) – założone w 1877 r. przez zaborcze władze austriackie do przechowywania zasobu dawnych polskich archiwów grodzkich i ziemskich z obszaru całej Galicji.
Pierwszym dyrektorem archiwum był Ksawery Liske (do 1891 r.), potem, do 1933 r. Oswald Balzer.
Archiwum stanowiło ważną placówkę naukową, wydając m.in. 20 tomów wydawnictwa Akta grodzkie i ziemskie z archiwum tak zwanego bernardyńskiego we Lwowie.
Po I wojnie światowej (1919) archiwum weszło do polskiej sieci archiwalnej pod nazwą Archiwum Ziemskie, po śmierci Balzera w 1933 r. zostało włączone do Archiwum Państwowego we Lwowie.